# Glyptomorpha egyptiaca
Glyptomorpha egyptiaca är en stekelart som beskrevs av Sarhan och Donald L.J. Quicke 1989. Glyptomorpha egyptiaca ingår i släktet Glyptomorpha och familjen bracksteklar. Inga underarter finns listade i Catalogue of Life.